# Abiadisaurus witteni
Abiadisaurus witteni es una especie extinto de anfibio temnospóndilo que vivió entre el Triásico Inferior y el Jurásico Medio y único miembro del  género Abiadisaurus.

## Etimología
El género recibe su nombre en referencia a Abi Adi (Etiopía), ciudad cercana a donde fue descubierta, mientras que el nombre específico es en honor a Karen Witten, médico que estudia la prevención de la malaria y amiga de la expedición.